# Édouard Schimpf
Pour les articles homonymes, voir Schimpf.
Édouard Schimpf est un architecte alsacien né le 4 février 1877 à Wissembourg, à l'époque du Reichsland, et tué le 22 septembre 1916 sur le front russe, à Kiszow (Wolhynie, aujourd'hui en Ukraine).

## Formation

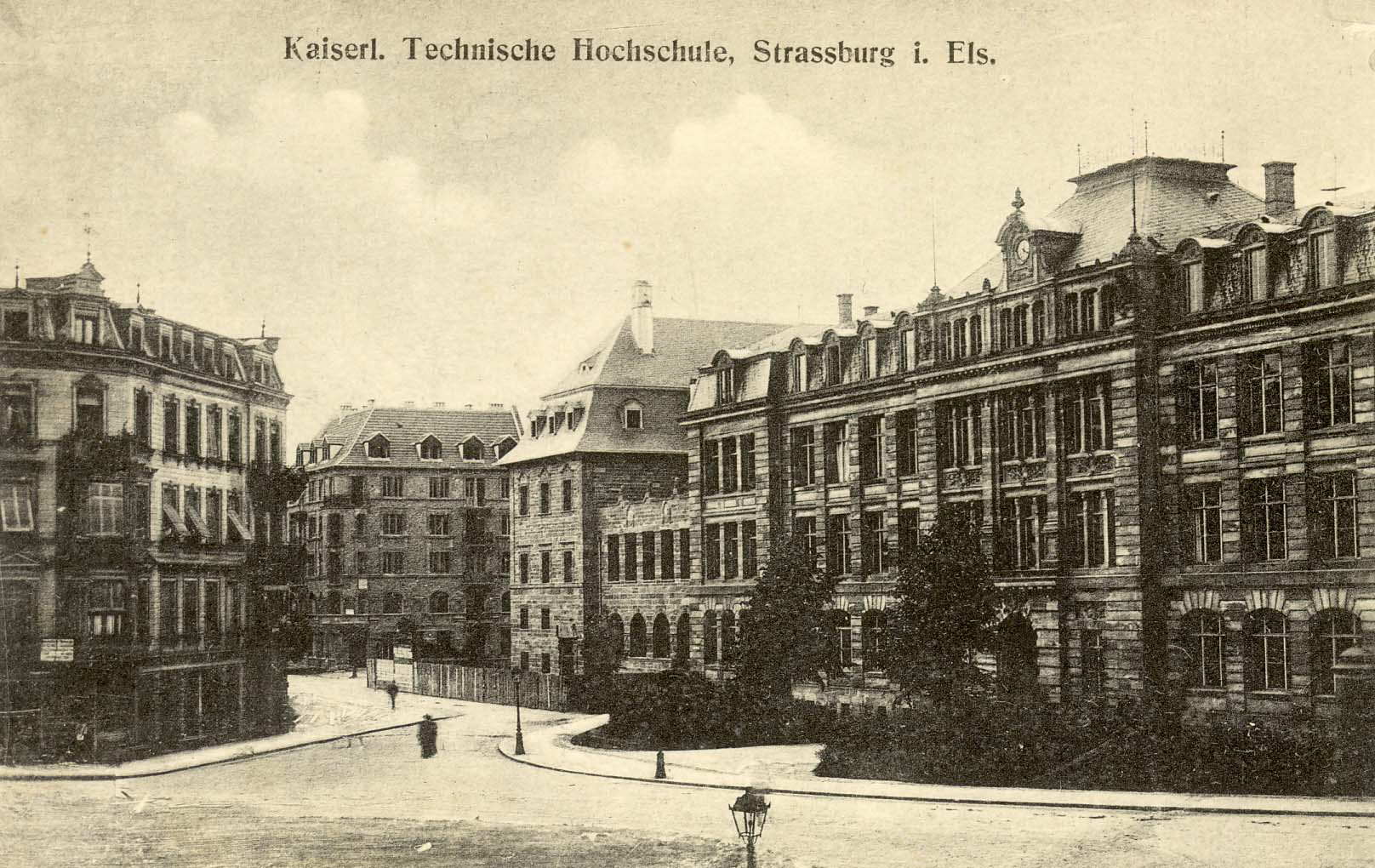
La Kaiserlische Technische Schule de Strasbourg (1910)

Édouard Jacques Schimpf était le fils de Valentin Schimpf, maître ébéniste, et de Célestine Roullet. Doué pour le dessin et les arts graphiques, il étudie de 1893 à 1894 les arts décoratifs à l'école des Arts Décoratifs (Kunstgewerbeschule) de Karlsruhe.
De 1894 à 1897, Schimpf suit l'enseignement d'architecture de la Kaiserlische Technische Schule (école technique impériale) de Strasbourg, où il obtient son certificat de fin d'études avec la mention très bien. Après l'obtention de ce diplôme, il s'inscrit comme auditeur libre à la Technische Hochschule (université technique) de Karlsruhe, lieu de formation de la plupart des architectes rhénans durant le Reichsland. D'octobre 1898 à mars 1899, il y bénéficia de l'enseignement de Carl Schäfer, dont la pensée sur le Heimatstil, le style régionaliste, et sur l'alliance entre art et artisanat influença de nombreux architectes régionaux de la génération de Schimpf, tels que Paul Schmitthenner, Théo Berst et Gustave Oberthur,

## Carrière

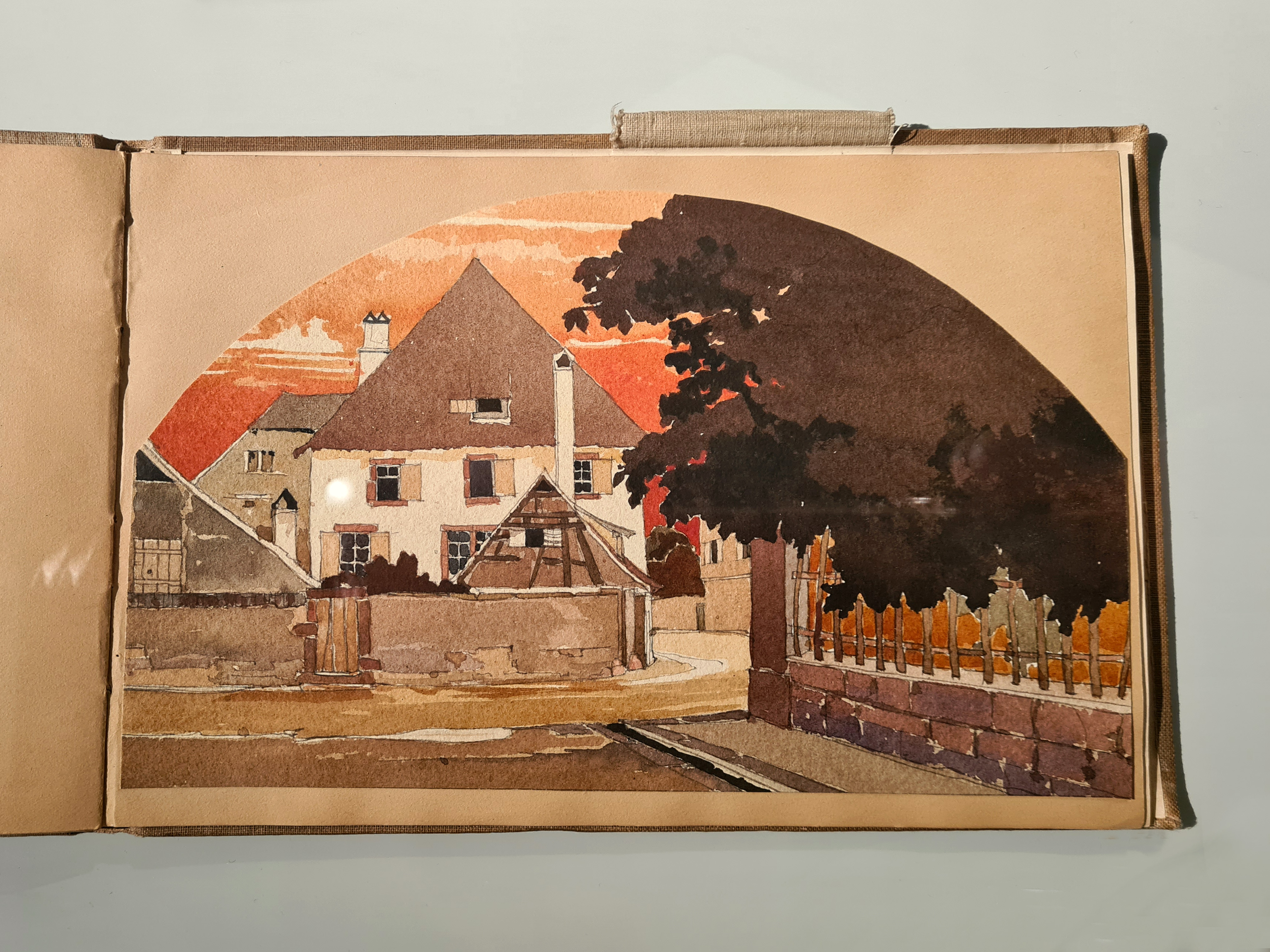
Carnet de croquis (vers 1900).

Après un stage chez les architectes Kuder et Muller il est engagé le 1er août 1899 par le Service justice et culte du Ministère d'Alsace-Lorraine. Dans ce cadre, il dirige la construction du Tribunal d'instance de Mulhouse.
D'avril 1903 à février 1904, Schimpf travaille à nouveau chez Kuder et Muller, qui avaient notamment réalisé l'immeuble néo-renaissance dit l'ancienne Pfälzerhaus, rue Pierre-Bucher à Strasbourg en 1902 ou le Musée historique de Haguenau, de style néo-gothique.
De 1904 à 1907, il a travaillé à Mulhouse, rénovant notamment le jardin zoologique de cette ville. De 1907 à 1910, il fut architecte municipal à Strasbourg sous la direction de Fritz Beblo, à l'époque du renouveau urbain impulsé par la municipalité. Sa première grande réalisation à Strasbourg fut la caserne  des Artilleurs du Polygone (1910, actuel quartier Lizé). Mais on le connaît surtout pour  son retour aux formes traditionnelles de l'architecture alsacienne, qui s'exprime dans la cité-jardin du Stockfeld, conçue par Schimpf à partir de 1909 (ensemble de 220 maisons formant un véritable « village » au bord de la forêt du Neuhof, destiné à reloger les familles des logements démolis par la percée du centre historique). L'architecte synthétise une architecture innovante et traditionnelle, mélangeant le style d'un village rhénan, Heimatstil, avec quelques touches françaises et anglaises. En raison d'un conflit avec la ville, la cité-jardin fut achevée par Ernst Zimmerle. En 1911, il s'installa à son propre compte, réalisant en 1912 l'église protestante Saint-Paul de Koenigshoffen, puis son presbytère en 1913. Il réalisa à Bœrsch, la restauration du domaine de Léonardsau. Et de 1910 à 1914, il a réalisé plusieurs des immeubles de la Grande Percée (9, 11, 18 rue du 22-Novembre). Il construit sa propre maison et son atelier, sur ce nouvel axe, à l'angle de rue Gustave-Doré, au no 11.
Il est récompensé pour son œuvre par la médaille d'or de l'exposition d'architecture de Leipzig en  1913 et il participe à l'exposition Werkbund de Cologne de 1914.
Il a été une figure majeure de la « jeune génération » des architectes d'après 1900.
Schimpf, en qualité d'architecte strasbourgeois, est l'une des figures importantes du régionalisme Heimatsschutz (avec Gustave Oberthür, Fritz Beblo, Théo Berst).

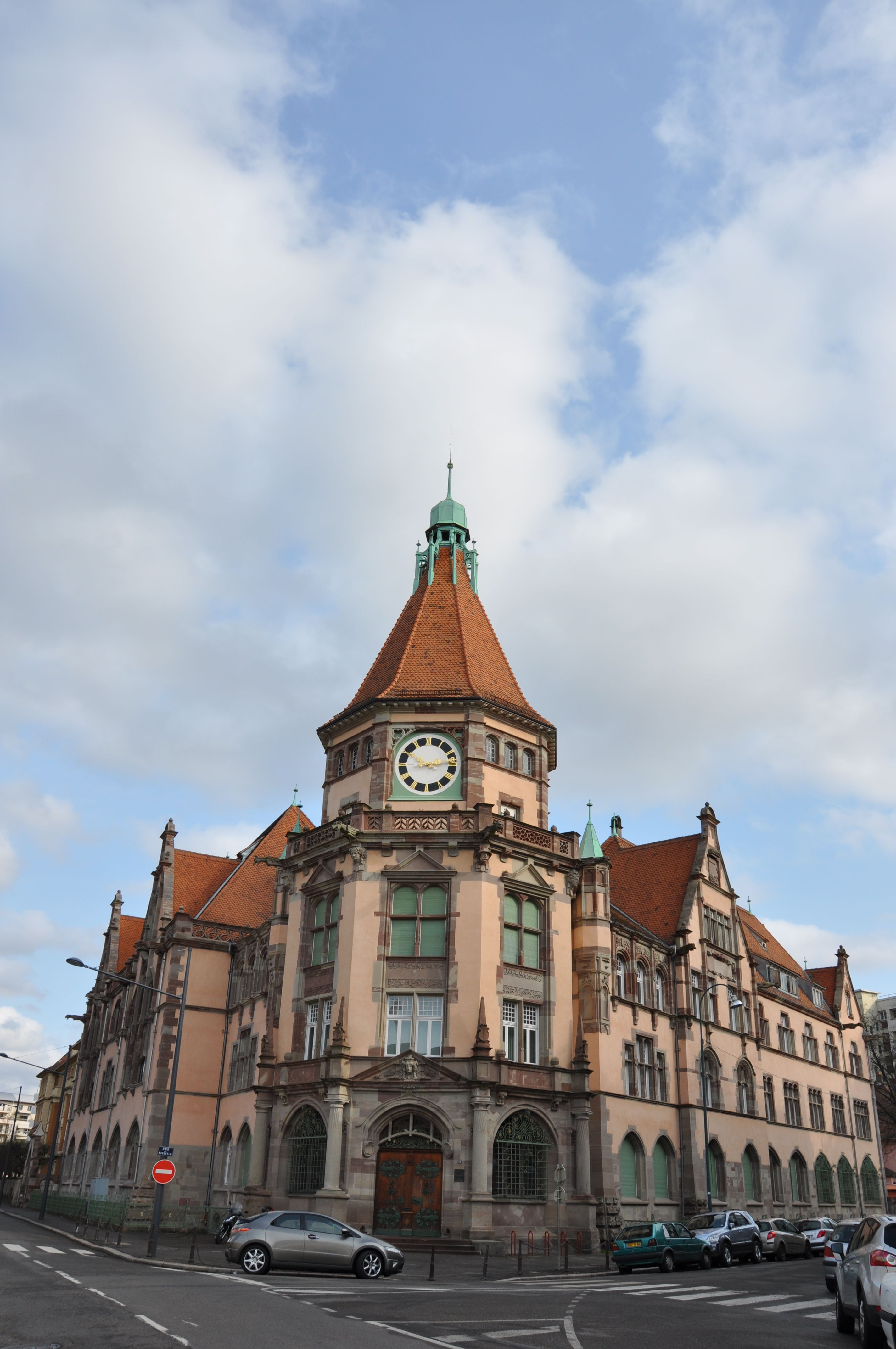
Tribunal d'instance de Mulhouse
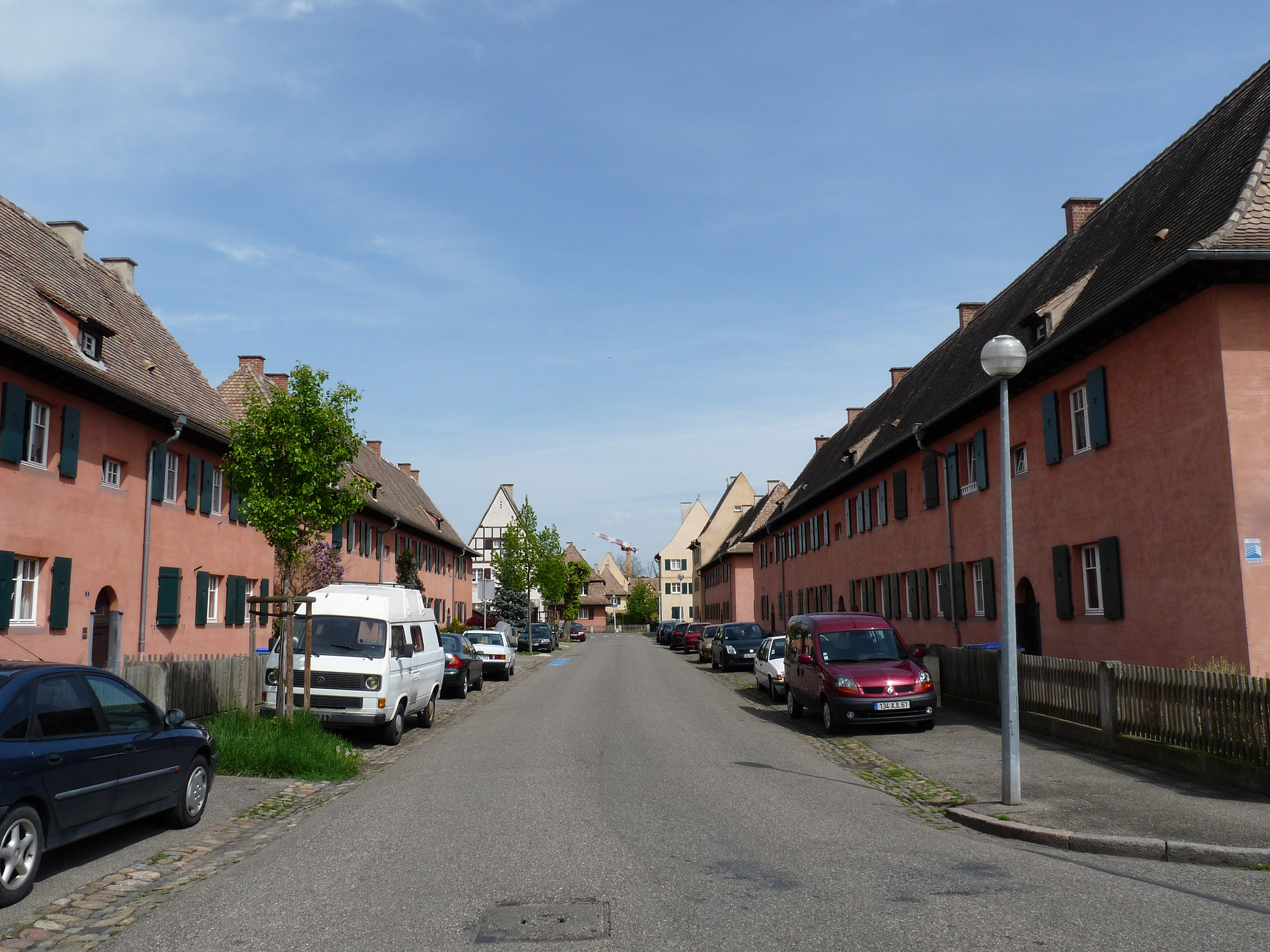
Cité-jardin du Stockfeld (Strasbourg-Neuhof)
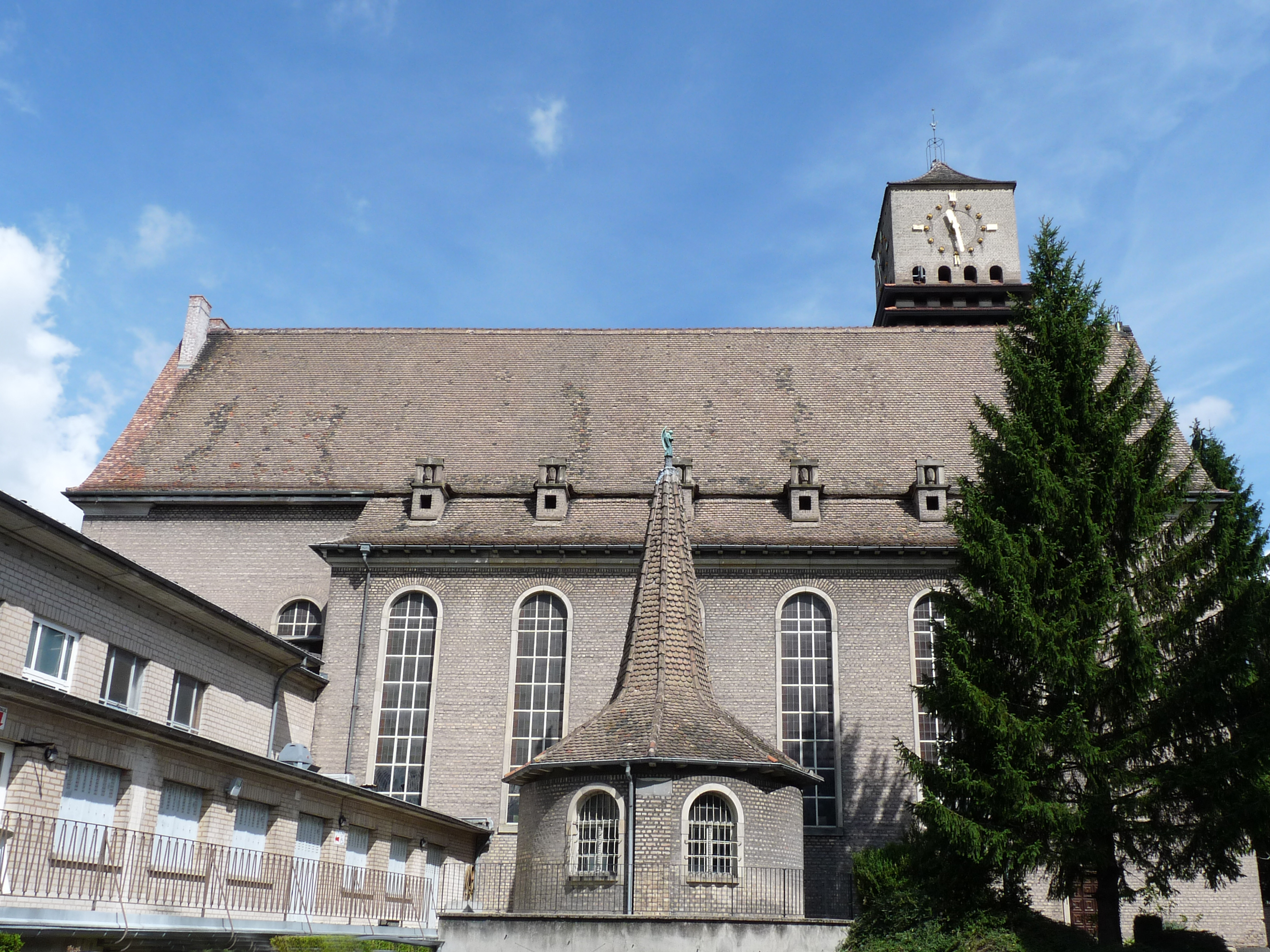
Église protestante Saint-Paul de Koenigshoffen[10].
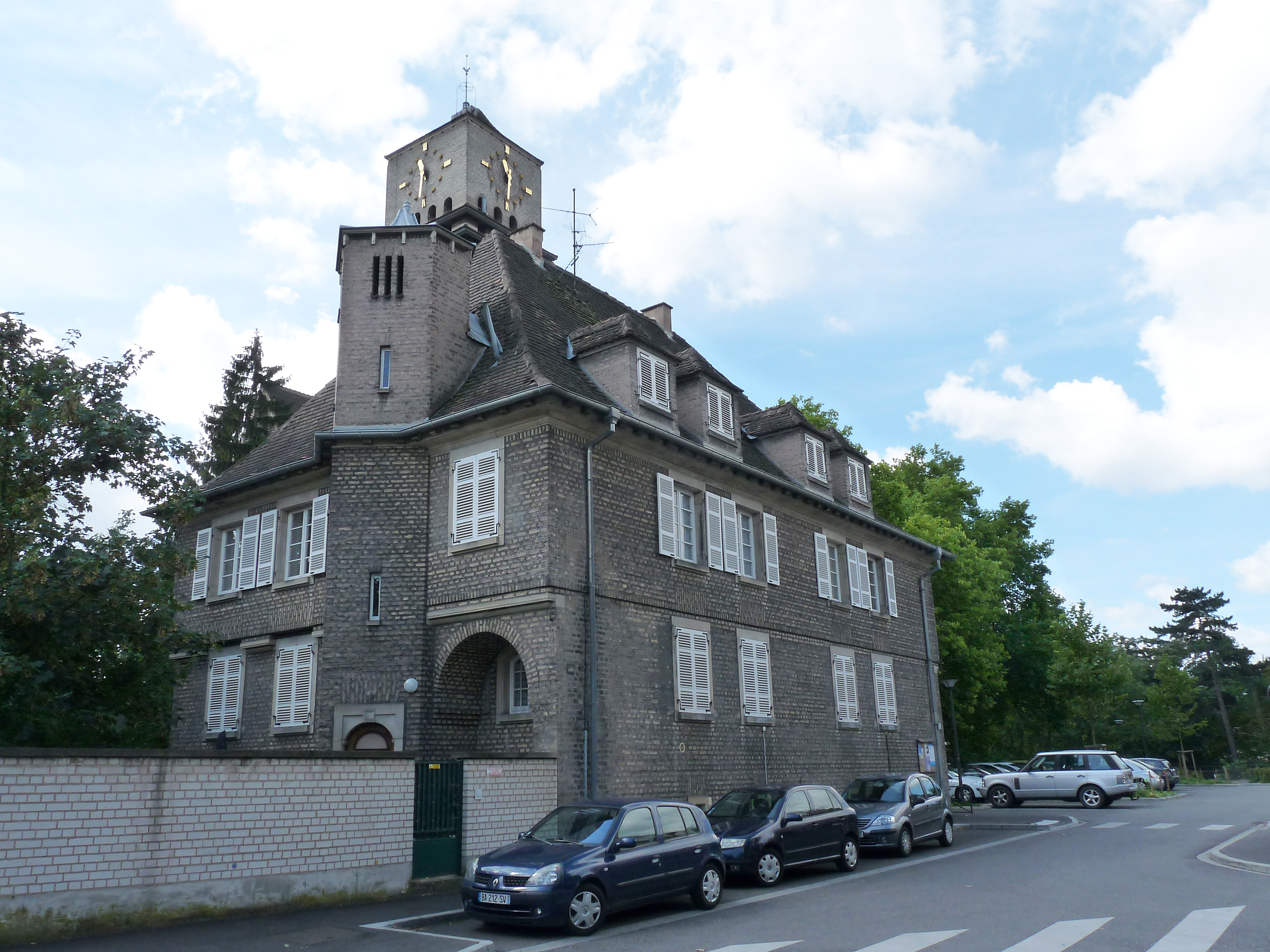
Presbytère protestant Saint-Paul de Koenigshoffen
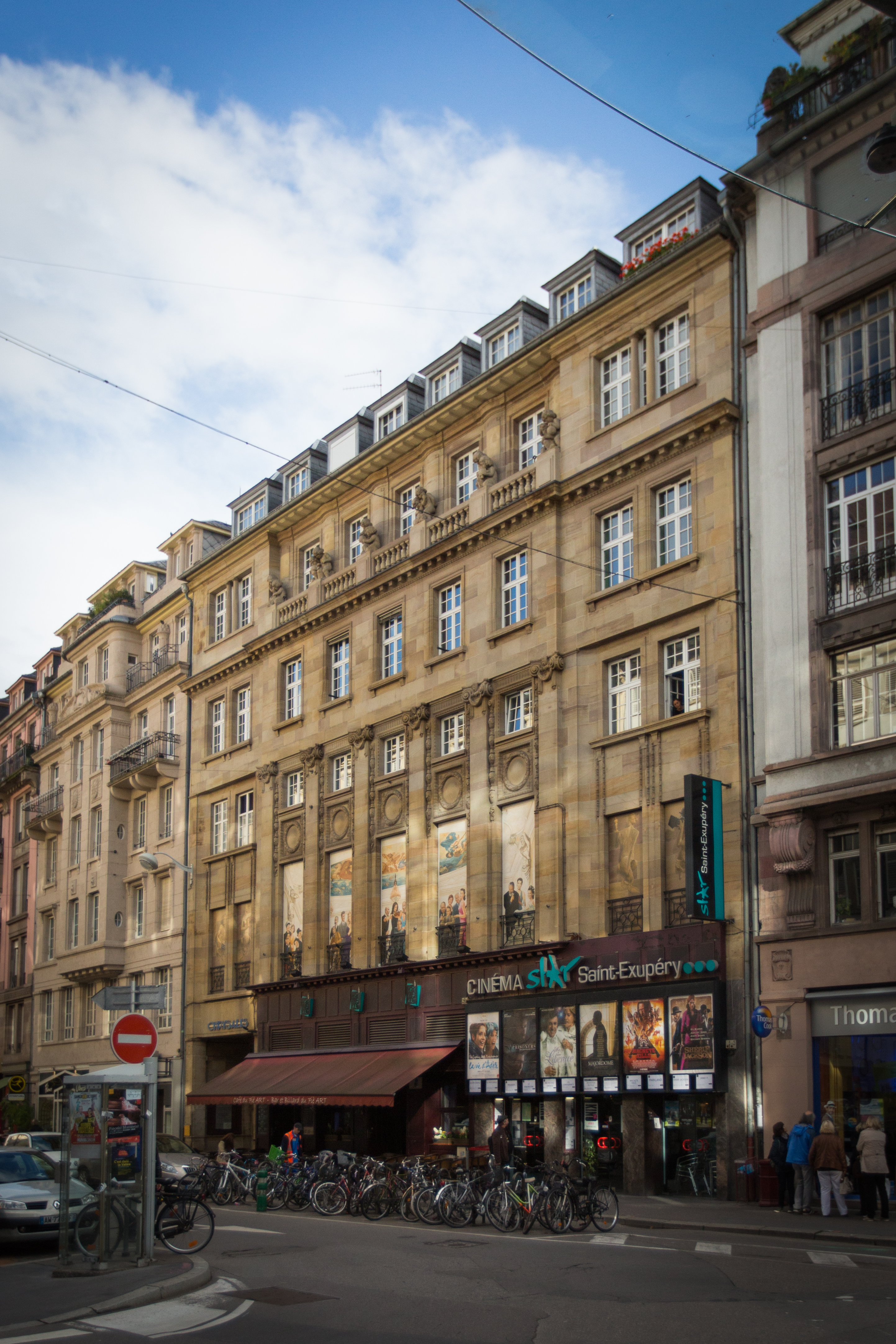
18 rue du 22-Novembre à Strasbourg

## Décès
Mobilisé dès 1914, il est sous-officier au sein du 136e régiment d'infanterie, un régiment alsacien, lorsqu'il est tué sur le front russe le 22 septembre 1916, à 39 ans. À sa mort, confrères et presse spécialisée lui rendirent hommage, déplorant « l'œuvre inachevée de l'architecte, promise à de grands développements ».

## Sources
- Édouard Schimpf sur Archi-Strasbourg, sur ce site voir également la liste des réalisations